# Przełęcz Szklary
Przełęcz Szklary – przełęcz oddzielająca pasmo Babicy w Beskidzie Makowskim od pasma Barnasiówki zaliczanego do Pogórza Wielickiego. Mapa Geoporatlu podaje wysokość przełęczy 429 m, mapa Compass 440 m. Przełęcz znajduje się pomiędzy Zachodnią Górą (509 m) w paśmie Babicy i Jasienicą (550 m) w paśmie Barnasiówki. Obydwa te wzniesienia znajdują się w bocznych grzbietach wymienionych pasm.
Przełęcz Szklary jest wymieniana w źródłach, choć nie zawsze zaznaczana na mapach. Na przełęczy znajduje się osiedle Szklary, należące do Bysiny. Przez przełęcz prowadzi droga z Myślenic do Sułkowic, natomiast brak jest znakowanych pieszych szlaków turystycznych. Przez przełęcz przebiega też dział wodny między zlewniami Skawinki (po zachodniej stronie przełęczy) i Raby (po wschodniej stronie).